# Behr
Behr ist ein Familienname.

## Varianten
- Bähr (Baehr)
- Bär
- Beer

## Namensträger
- Behr ist der Name des deutschen Uradelsgeschlechtes Behr (Adelsgeschlecht).
- Behr ist namensgebend für das Unternehmen Erwin Behr Möbelfabrik.

### A
- Adolf Behr (1859–1927), deutscher Kartograf
- Albert Behr (1860–1919), baltendeutscher Psychiater
- Alfred von Behr (1812–1862), deutscher Mediziner und Politiker
- Alfred Behr (1913–2008), deutscher Astrophysiker und Hochschullehrer
- Andrea Behr (* 1969), deutsche Politikerin (CSU) und Zahnärztin
- Andreas Behr (Wirtschaftswissenschaftler) (* 1967), deutscher Wirtschaftswissenschaftler und Statistiker
- Andreas Behr (Eisschnellläufer) (* 1975), deutscher Eisschnellläufer
- Annkathrin Behr (* 1990), deutsche Politikerin (SPD), MdHB
- Anton von Behr (1849–1931), deutscher Architekt, Baubeamter und Architekturschriftsteller
- Arno Behr (Chemiker, 1846) (1846–1921), deutsch-amerikanischer Chemiker
- Arno Behr (Chemiker, 1952) (* 1952), deutscher Chemiker
- Artur von Behr (1904–1974), deutsch-baltischer Verleger und politischer Aktivist
- August von Behr (1781–1852), deutscher Jurist und Schriftsteller
- August Behr (Physiker) (1937–2022), deutscher Physiker und Hochschullehrer

### B
- Bruno Behr (1891–nach 1949), deutscher Unternehmer
- Burchard Christian von Behr (1714–1771), deutscher Oberappellationsgerichtsrat in Celle

### C
- Carel Jacobus Behr (1812–1895), niederländischer Vedutenmaler
- Carl von Behr (Politiker, 1835) (1835–1906), deutscher Rittergutsbesitzer, Verwaltungsjurist und Politiker, MdR
- Carl von Behr (Politiker, 1865) (1865–1933), deutscher Rittergutsbesitzer und Politiker, MdL Preußen
- Carl Behr (Mediziner) (1874–1943), deutscher Augenarzt
- Carl Behr (Regisseur), deutscher Regisseur und Drehbuchautor
- Carl von Behr-Negendank (1791–1827), deutscher Gutsbesitzer und Politiker
- Charles Allison Behr (1934–2007), US-amerikanischer Klassischer Philologe
- Christel Behr (* 1947), deutsche Hockeynationalspielerin, siehe Christel Kegler
- Christian Behr (* 1961), deutscher evangelischer Geistlicher, Superintendent des Kirchenbezirks Dresden Mitte
- Christoph Behr (* 1989), deutscher Fußballspieler

### D
- Denis Behr (* 1980), deutscher Zauberkünstler
- Dominik Behr (* 1981), deutscher Fechter

### E
- Edgar Behr (1910–1985), deutscher Regattasegler
- Emily Behr (* 1976), deutsche Schauspielerin und Sprecherin
- Ernst Behr (Geistlicher) (1847–1929), deutscher Geistlicher
- Ernst Behr (Verwaltungsjurist) (1854–1923), deutscher Verwaltungsjurist
- Ernst Behr (Unternehmer) (Ernst Wilhelm Julius Behr; 1869–1934), deutscher Unternehmer und Kammerfunktionär
- Ernst Behr (Botaniker) (1903–1957), deutscher Pflanzenkundler

- Erwin Behr (Unternehmer) (1857–1931), Gründer der Erwin Behr Möbelfabrik

### F
- Felix von Behr-Bandelin (1834–1894), deutscher Rittergutsbesitzer, Hofbeamter und Kolonialpolitiker
- Francois Jean Desire de Behr (1793–1869), erster belgischer Botschafter in den USA
- Franz Behr (1876–1948), deutscher Fußballspieler, -schiedsrichter und -funktionär
- Friedrich Behr (Sänger), deutscher Sänger
- Friedrich von Behr (1821–1892), deutscher Politiker
- Friedrich Behr (Theologe) (1898–1958), deutscher Pfarrer und Theologe
- Fritz Behr (1881–1974), deutscher Politiker (SPD, SED), Pädagoge und Literaturwissenschaftler

### G
- Georg Behr (um 1527–1600), deutscher Hofbaumeister, siehe Georg Beer (Baumeister)
- Georg Anton Behr (1711–1780), deutscher Jurist
- Georg Heinrich Behr (1708–1761), deutscher Mediziner
- Giorgio Behr (* 1948), Schweizer Wirtschaftswissenschaftler
- Gustav Behr (1817–1881) war ein deutscher Arzt und Politiker

### H
- Hans-Georg Behr (1937–2010), österreichischer Journalist und Schriftsteller
- Hans Gustav von Behr (1826–1909), deutscher Generalleutnant, siehe Gustav von Behr
- Hans Hermann Behr (1818–1904), deutscher Mediziner, Botaniker und Entomologe
- Hans-Joachim Behr (Archivar) (* 1930), deutscher Archivar und Historiker
- Hans-Joachim Behr (Philologe) (1949–2018), deutscher Philologe und Hochschullehrer
- Harry Behr (Maler) (1907–1966), deutscher Maler, Grafiker und Autor
- Harry Harun Behr (* 1962), deutscher Religionswissenschaftler und Hochschullehrer
- Heinrich Behr (Schauspieler, 1821) (1821–1897), deutscher Schauspieler, Sänger (Bass) und Theaterdirektor
- Heinrich Behr (Schauspieler, 1859) (1859–1897), deutscher Schauspieler
- Heinrich von Behr (Kunsthistoriker) (1860–1921), deutscher Kunsthistoriker und Denkmalschützer
- Heinrich von Behr (General, 1887) (1887–1951), deutscher Generalleutnant
- Heinrich von Behr (General, 1902) (1902–1983), deutscher Generalmajor
- Heinrich Gottlieb Behr (1803–1877), evangelisch-lutherischer Pfarrer und Autor
- Heinz-Peter Behr (* 1955), deutscher Diplomat
- Helmut Behr (* 1952), deutscher Fußballspieler
- Henning Ernst von Behr (1706–1783), deutscher Generalmajor
- Hermann Behr (Theologe) (1792–1848), deutscher evangelischer Theologe
- Hermann Behr (Politiker) (1821–1879) war ein deutscher Arzt und Politiker
- Hermann Behr (Komponist) (1875–1947), deutscher Komponist
- Hildegard Behr (1905–2000), deutsche Schriftstellerin, Genealogin und Heimatforscherin
- Horst Behr (* 1923), deutscher Fußballspieler
- Hugold von Behr-Bandelin (1866–1943), deutscher Soldat, Diplomat und Gutsbesitzer

### I
- Isaschar Falkensohn Behr (1746–1817), deutscher Militärarzt und Lyriker
- Ira Steven Behr (* 1953), US-amerikanischer Fernsehproduzent und Drehbuchautor

### J
- Jan Behr (1911–1996), tschechoslowakisch-amerikanischer Pianist und Dirigent
- Jan-Marco Behr (* 1988), deutscher Handballspieler
- Jason Behr (* 1973), US-amerikanischer Schauspieler
- Johann von Behr (Diplomat) (Johann der Ältere von Behr; 1543–1613), kurländischer Gutsbesitzer, Statthalter und Diplomat
- Johann von der Behr (um 1615–um 1692), deutscher Weltreisender und Autor
- Johann Adam Behr (1724–1805), deutscher Geistlicher
- Johann Heinrich Behr (1647–1717), deutscher Ingenieur und Baumeister
- Johann Heinrich August von Behr (1793–1871), deutscher Politiker
- Johannes Behr (Geologe) (1875–1973), deutscher Geologe
- Johannes Behr (Jazzmusiker) (* 1981), deutscher Jazzmusiker
- John Behr (* 1966), Priester und Theologe
- Joseph Behr (1755–1791), deutscher Theologe
- Julie Behr (1843–nach 1873), deutsche Malerin, Schriftstellerin und Übersetzerin
- Jürgen Behr (* 1960), deutscher Mediziner

### K
- Karin von Behr (* 1935), deutsche Kunsthistorikerin, Schriftstellerin, Journalistin, und Bibliothekarin
- Karl Behr (Fabrikant) (1849–1925), deutscher Textilfabrikant
- Karl von Behr (General) (1857–1926), deutscher Generalleutnant
- Karl von Behr (1864–1941), deutscher Beamter, Sozialhygieniker und Eugeniker
- Karl Behr (Politiker) (1892–??), deutscher Politiker (KPD)
- Karl Howell Behr (1885–1949), US-amerikanischer Tennisspieler und Bankier
- Karsten Behr (* 1964), deutscher Politiker (CDU)
- Kurt von Behr (1890–1945), deutscher DRK-Funktionär

### L
- Leandra Behr (* 1996), deutsche Fechterin
- Lothar Behr (Phytopathologe) (1912–2003), deutscher Phytopathologe und Hochschullehrer
- Lothar Behr (Archivar) (* 1953), deutscher Archivar und Historiker
- Lothar Behr (Musiker), Musiker

### M
- Marius Behr (* 1997), deutscher Basketballspieler
- Mark Behr (1963–2015), südafrikanischer Schriftsteller
- Martina Behr (* 1977), deutsche Übersetzungswissenschaftlerin
- Matthias Behr (* 1955), deutscher Fechter
- Matthias Johann von Behr (1685–1729), Mecklenburg-Strelitzscher Diplomat und Historiker
- Max Behr (Ornithologe) (Bibervater; 1857–1934), deutscher Ornithologe, Biberforscher, Fotograf und Tierschützer
- Max von Behr (1879–1951), deutscher Offizier und SS-Gruppenführer
- Melissa Behr (* 1964), US-amerikanische Schauspielerin

### N
- Noam Behr (* 1975), israelischer Tennisspieler

### O
- Ottmar von Behr (1810–1856), deutsch-amerikanischer Schafzüchter, Meteorologe und Naturforscher
- Otto Behr (Botaniker) (1901–1957), deutscher Pflanzenkundler, Bruder von Ernst Behr

### P
- Pamela Behr (* 1956), deutsche Skirennläuferin
- Paul Behr (1900–nach 1975), deutscher Buchhändler
- Peter Behr (1915–1997), US-amerikanischer Politiker
- Philipp von Behr (1899–1982), deutsch-baltischer Marineoffizier

### R
- Rafael Behr (* 1958), deutscher Polizeiwissenschaftler
- Randall Behr (1952–2005), US-amerikanischer Dirigent
- Reinhart Behr (1928–2003), deutscher Mathematiker, Physiker, Politiker und Autor
- Reinhold Behr (* 1948), deutscher Fechter
- Rudolf Behr (1905–1974), deutscher Parteifunktionär (NSDAP) und Kirchenbeamter
- Rudolf Behr (Heimatforscher) (1899–1966), deutscher Lehrer und Heimatforscher
- Rudolf Behr (Unternehmer) (1925–2015), deutscher Gemüsebauunternehmer

### S
- Samuel von Behr (um 1575–1621), deutscher Politiker
- Samuel Rudolph Behr (1670–nach 1716), deutscher Tanzmeister
- Sepp Behr (1929–2023), deutscher Skirennläufer
- Soma Golden Behr (1939–2024), US-amerikanische Journalistin
- Sophie Behr (1935–2015), deutsche Journalistin und Schriftstellerin
- Susan Rose Behr, Filmproduzentin

### T
- Therese Behr-Schnabel (1876–1959), deutsche Sängerin (Alt) und Gesangslehrerin
- Thomas M. Behr (1966–2010), deutscher Mediziner

### U
- Ulrich von Behr-Negendank (1826–1902), deutscher Politiker

### V
- Vicke von Behr-Negendanck (* 1949), deutscher Priester, Anthroposoph
- Victor de Behr (* 1865), belgischer Wasserballer, Olympiateilnehmer 1900
- Victoria Behr (* 1979), deutsche Kostümbildnerin
- Volker Behr (* 1941), deutscher Rechtswissenschaftler

### W
- Whitney Behr (* 1981), amerikanische Erdsystem-Wissenschaftlerin
- Wilhelm Behr (Polizist) (1895–1964), deutscher Polizist und Widerstandskämpfer
- Wilhelm Behr (Landrat) (1904–1944), deutscher Verwaltungsjurist
- Wilhelm Joseph Behr (1775–1851), deutscher Rechtswissenschaftler, Politiker und Bürgermeister von Würzburg
- Winrich Behr (1918–2011), deutscher Major
- Wolfgang Behr (* 1965), deutscher Sinologe und Hochschullehrer